# Histoire de Dundee
Dundee (Dùn Dèagh en gaélique écossais) est la quatrième plus grande ville d'Écosse.
Son histoire commence avec les Pictes à l'Âge du fer. Pendant la période médiévale, la ville fut le théâtre de nombreuses batailles. Durant la révolution industrielle, l'industrie locale du jute permit à la ville de prendre un essor rapide. L'industrie de la marmelade de Dundee et le journalisme permirent également à Dundee de gagner en importance, et est à l'origine de son surnom de « 3 J » (jute, jam and journalism).

## Origines et étymologie

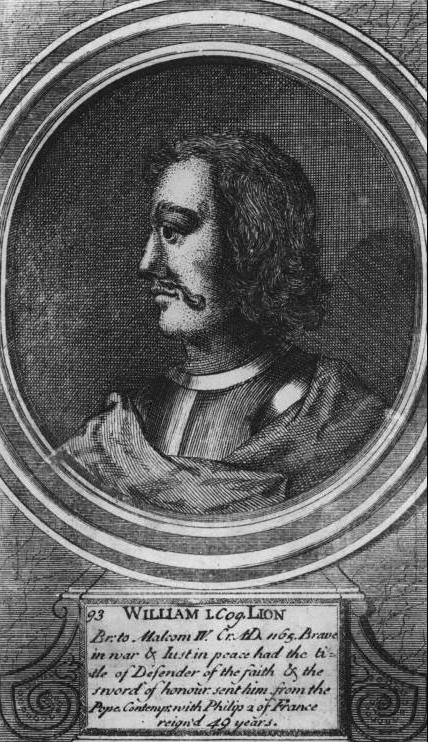
Guillaume Ier d’Écosse, roi de 1165 à 1214.

Des recherches archéologiques ont trouvé des sépultures au centre de la ville de Dundee, ce qui suggère que l'endroit a été occupé il y a 3500 ans. À l'Âge du fer, une colonie Picte était installée sur le site de Dundee. Enfin, des poteries romaines laissent à penser que les Romains y avaient établi un poste d'observation au Ier siècle.
Le nom que les pictes utilisaient pour leur colonie était Alec-tum, ce qui signifie « bel endroit » ; d'après William Camden, ce nom était encore utilisé par certains jusqu'en 1607. Guillaume Ier d’Écosse accorda à la ville le statut de burgh par une charte royale en 1191. L'étymologie populaire veut que David d'Huntingdon, frère de Guillaume, ait nommé la ville Donum Dei (Don de Dieu) en réchappant de peu à la mort lors de son retour des croisades. Le nom vient en réalité du gaélique écossais Dùn Dèagh, signifiant « Fort de Feu »; Dun est un préfixe courant dans les noms de lieux écossais, par exemple Dunfermline et Dunkeld.

## XIIIeetXIVesiècles[3]
Dundee fut détenue par les Anglais pendant de nombreuses années, et soutint un siège de William Wallace. La ville se rendit plus tard à Alexander Scrymgeour, qui reçut du gardien d'Écosse la charge héréditaire de connétable de Dundee, ainsi que des terres. La charte confirmant les droits des Scrymgeour est datée de 1298, et il s'agit de la seule ordonnance de William Wallace encore existante.
En 1309, une réunion du clergé eut lieu à l'église des franciscains, où une déclaration fut faite en faveur des prétentions de Robert Bruce sur le trône d'Écosse. En 1325, les privilèges (i.e. droits) des bourgeois n'étaient pas clairement définis puisque les chartes avaient été détruites. Robert Bruce, devenu roi, envoya des enquêteurs à Dundee pour établir ce qu'il en était exactement au temps du roi Alexandre III d'Écosse. Une nouvelle charte fut établie en 1327, confirmant les droits revendiqués par les bourgeois, et accordant également un commerce sans restriction.
En 1346, le roi David II envahit l'Angleterre mais fut défait et capturé à la bataille de Neville's Cross. Lorsque les ambassadeurs furent envoyés pour négocier, le seau du bourgh fut apposé, et à la libération de David II la ville entreprit de payer une partie de la rançon. En l'absence du roi, un conseil fut tenu à Dundee, où un traité commercial fut ratifié entre les marchands d'Écosse et la ville de Middleburgh en Hollande. En 1351, le parlement se réunit pour la première fois dans le bourgh. En revenant au pouvoir, David accorda une nouvelle charte à la ville, confirmant et étendant les privilèges de ses bourgeois.

Rois ayant marqué Dundee
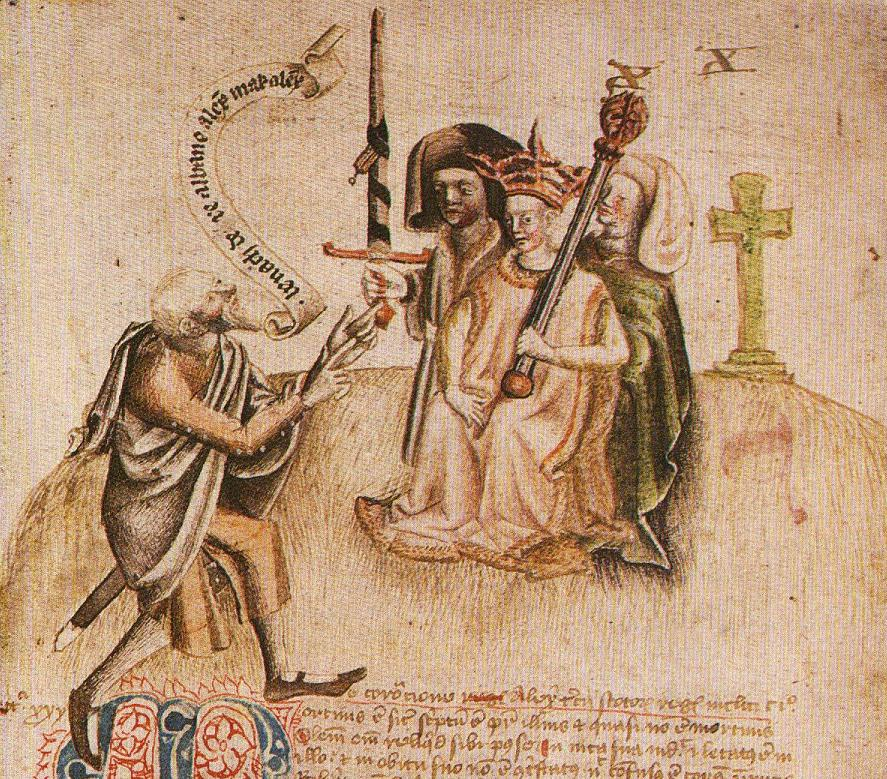
Alexandre III d'Écosse (1241 - 1286) lors de son couronnement.
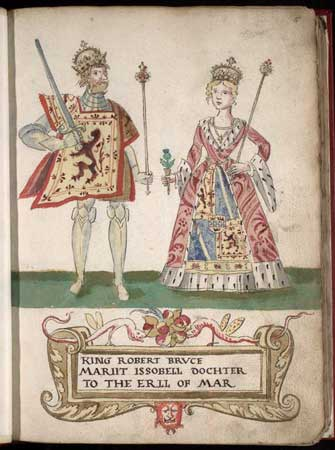
Robert Bruce (1274 – 1329) et sa première épouse, Isabella of Mar.
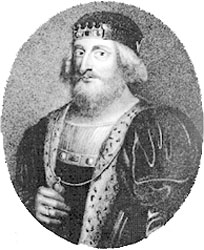
David II d'Écosse (1324 – 1371).
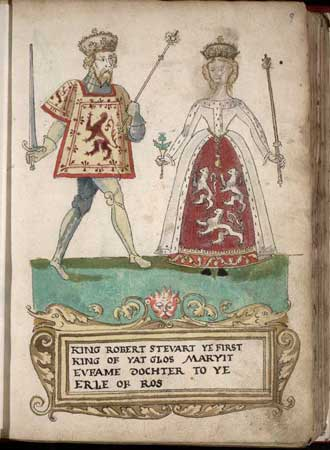
Robert II d'Écosse (1316 – 1390) et Euphémie de Ross.

## XVesiècle[3]
En 1402, David Stuart, héritier du trône d'Écosse, décéda prisonnier de son oncle Robert Stuart. Le père de David, le roi Robert III d'Écosse, dota l'église paroissiale Saint Sauveur de Dundee de 100 shillings annuellement, qui devaient être utilisés pour "le bien de l'âme de notre premier-né David". Avec la mort du prince, son geôlier Robert Stuart retrouva sa charge de régent du royaume et, dans l'exercice de cette fonction, fut appelé à arbitrer sur une revendication de Perth contre Dundee, exigeant qu'aucun "bateau dans les eaux du Tay ne décharge sa cargaison avant d'arriver à Perth"; il fut décidé que les bateaux naviguant sur le Tay pouvaient jeter l'ancre à Dundee.

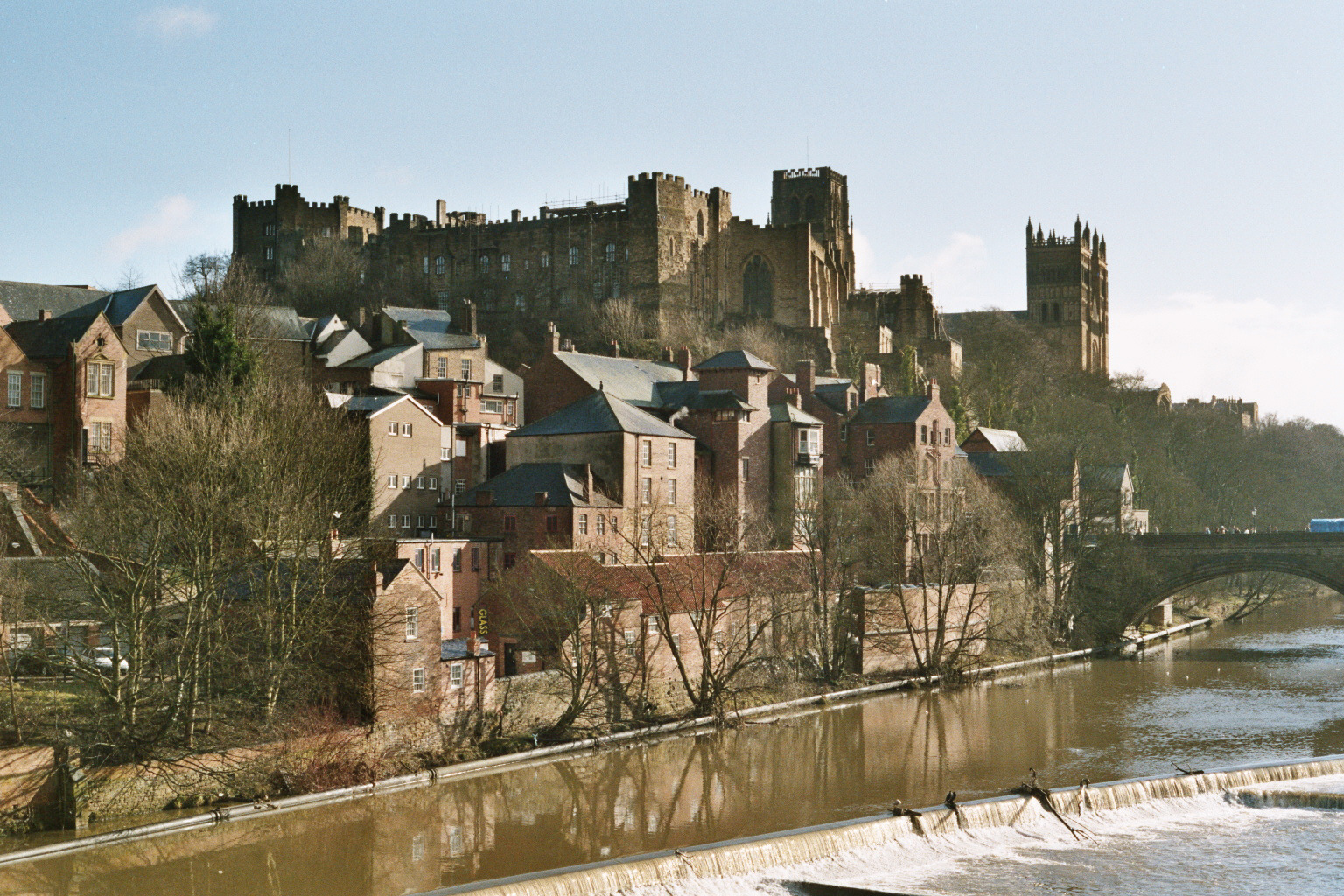
La ville de Durham surplombée par le château.

Jacques, frère du défunt David, fut envoyé en 1405 à la cour de France, mais son navire fut capturé par les Anglais. Son oncle Robert Stuart, alors régent, ne manifesta pas d'impatience à payer la rançon et Jacques fut détenu prisonnier pendant 19 ans (ce qui lui permit de recevoir une bonne éducation au château de Windsor et de développer son talent poétique au contact des lettrés Anglais). Finalement, après la mort de Robert Stuart, les villes d'Édimbourg, Perth, Dundee et Aberdeen se partagèrent la charge de la rançon de 50 000 marcs anglais. À Durham, sur son voyage de retour, Jacques accorda à ces quatre villes une obligation (i.e. titre de créance considérant leur participation comme un emprunt de la couronne).
Lorsque le Comte d'Huntingdon fonda à Dundee l'église en l'honneur de Sainte Marie, il la plaça sous l'autorité de l'abbaye de Lindores, ce qui donna à sa fraternité accès à la dot en l'échange du maintien d'un vicaire. Les moines négligeant leurs obligations, une plainte fut déposée à l'évêque de Brechin et la discorde dura de nombreuses années. En 1442, un contrat fut fait entre le conseil, représentant les plaignants, et l'abbé John : le conseil obtint la charge de la propriété de l'église, et un inventaire fut ordonné par le prévôt Henry de Fothringame. En 1461, un appel aux dons fut lancé pour financer le coût du plomb sur le chœur; les donataires recevaient le droit à une concession funéraire pour eux-mêmes et leurs épouses. Une fois le chœur couvert de plomb, les dons furent dirigées vers d'autres tâches.
En 1447, le commerce maritime de la ville était devenu important mais le port était en mauvais état et présentait des risques pour les manœuvres. Jacques II d'Écosse accorda à la ville le droit de faire des prélèvements sur les bateaux et leurs cargaisons afin de financer les travaux sur le port; les bourgeois furent également exonérés de certains paiements.

## XVIesiècle[3]

### Architecture et environs

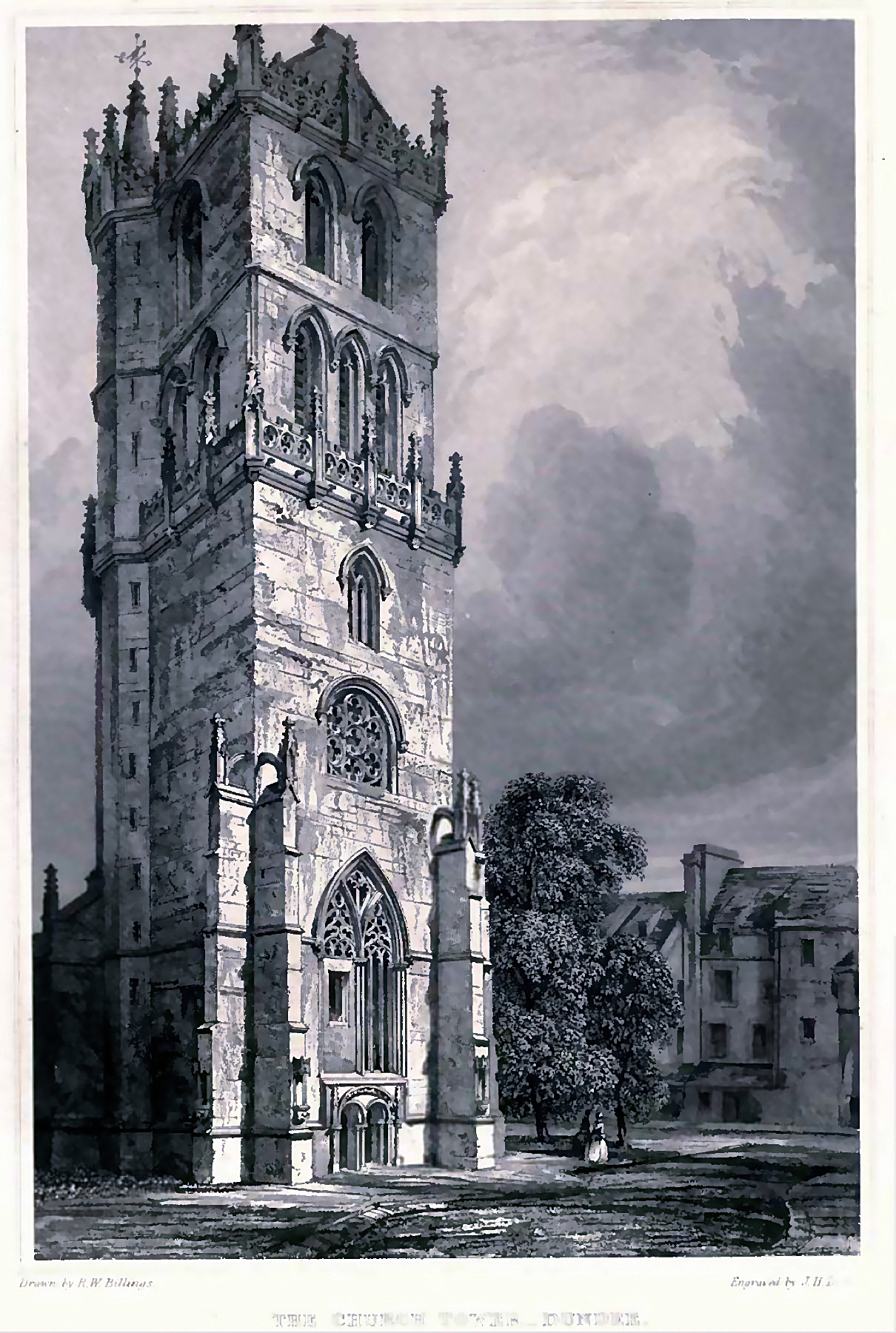
Tour de l'Église Sainte Marie. Gravure réalisée à partir d'un dessin de R. W. Billings, publié en 1901 dans The Baronial and Ecclesiastical Antiquities of Scotland.

Au XVIe siècle, la population ne dépassait pas 11 000 âmes, et les maisons étaient essentiellement concentrées autour du port. La ville consistait alors en quatre rues, convergeant vers le Market Gait; des allées joignaient ces rues et d'autres allaient au port. Les maisons étaient construites en pierre, la plupart d'allure modeste tandis que celles des notables se montraient plus imposantes et diverses dans leur architecture : on y trouvait des pignons à gradins, caractéristique de l'architecture écossaise, ainsi que des manteaux de cheminée sculptés, des portes en plein cintre, et des murs couverts de lambris. Avant la réforme écossaise, on trouvait à Dundee de nombreux édifices ecclésiastiques : le monastère des franciscains, celui des dominicains, la demeure des trinitaires, et également un couvent. Dundee comptait un nombre considérable de petites chapelles, ainsi que plusieurs églises : Saint Paul, Saint Clément, et la principale dédiée à Sainte Marie. De nombreuses demeures se trouvaient à proximité de Dundee: Linlathen, qui appartint à Thomas Erskine et où séjourna Thomas Carlyle, Pitkerro, aujourd'hui un quartier de Dundee, le domaine de Duntrune qui fut propriété de Clementina Stirling Graham, Claverhouse, où naquit John Graham qui devint un héros jacobite sous le nom de Bonnie Dundee, le château de Mains, le château de Fowlis , le Château de Huntly, l'abbaye de Lindores et l'abbaye de Balmerino.

### LeRough Wooing

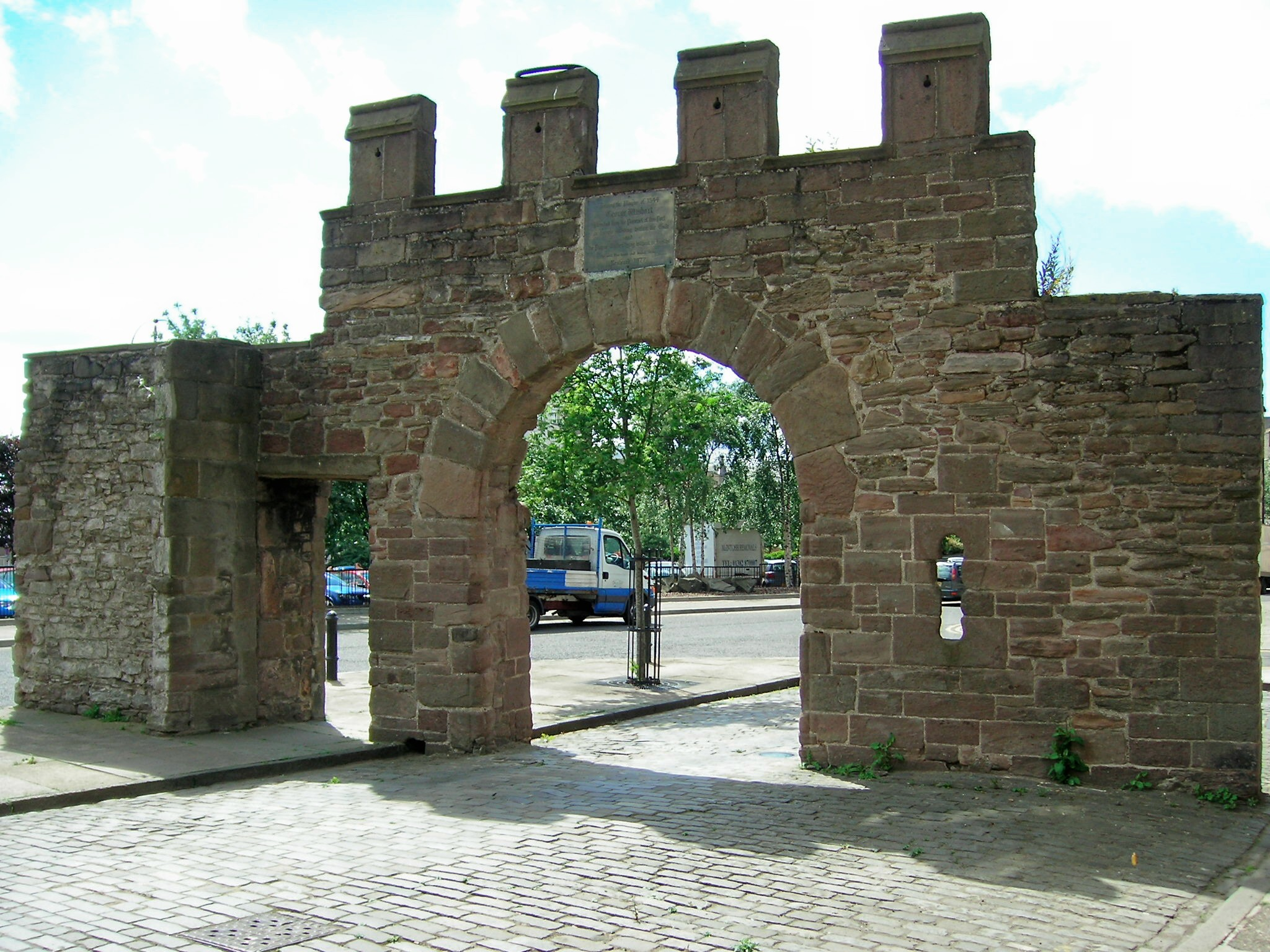
La Wishart Arch, seul vestige des remparts de la ville.

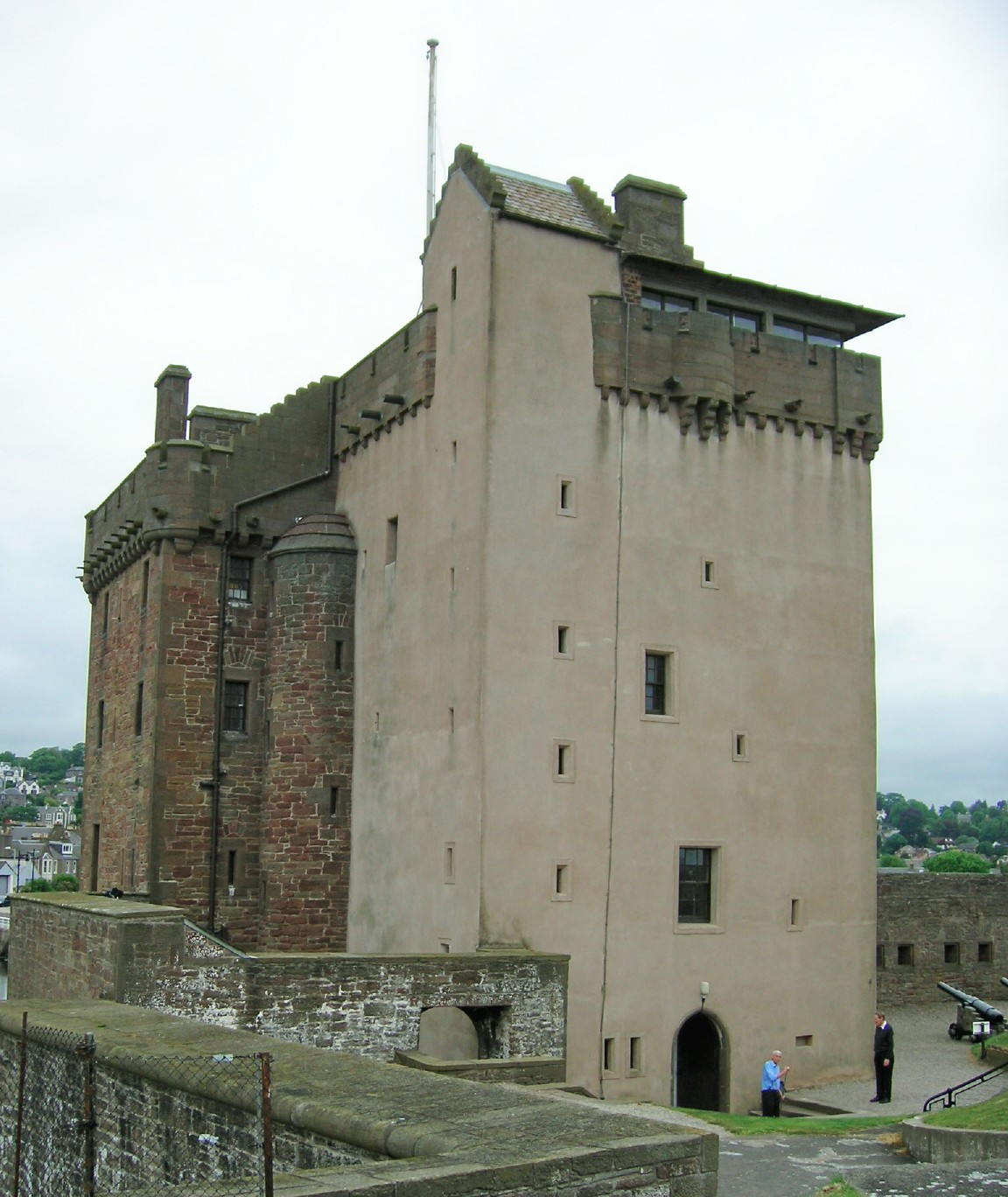
Le château de Broughty.

En 1544, la ville était ravagée par la peste, et George Wishart rendit visite aux habitants pour leur prodiguer réconfort. L'Écosse entra alors dans une période d'hostilité, jusqu'en 1551, appelée Rough Wooing (la rude séduction). La peste faisant toujours rage, Dundee ne put répondre à l'appel de l'armée : ses magistrats furent convoqués en février 1545 par le régent d'Écosse pour en répondre devant le parlement, et furent excusés. Dundee devint une ville fortifiée en 1545; la seule partie des fortifications à nous être parvenue est le Wishart Arch. En 1547, le duc de Somerset, Lord Protecteur d'Angleterre envoya une puissance armée en Écosse. Les forces écossaises furent défaites à la bataille de Pinkie Cleugh et les Anglais restèrent maître du sud, occupant Édimbourg. La flotte anglaise navigua dans l'embouchure du Tay, où ils bombardèrent le château de Broughty qui se rendit grâce à la traîtrise de Lord Gray, informé du plan des Anglais. En octobre, le conseil de Dundee, « comprenant parfaitement que nos anciens ennemis d'Angleterre, étant en la maison de Broughty, sont prêts à envahir la ville de Dundee, ravageant le pays sans être arrêtés », ordonna la levée d'une armée de quelques centaines d'hommes, fournis à moitié par la ville et à moitié par les barons. Cela ne suffit pas à déloger les Anglais du château, qui fut alors assiégé par une armée considérable, d'abord sous contrôle du régent d'Écosse puis sous le Comte d'Argyll. Ce dernier conclut une trêve avec les Anglais au début de 1548, leur permettant de recevoir des renforts par voie maritime, et se retira en échange d'un pot de vin d'un millier de couronnes perçu par l'intermédiaire de Lord Gray. Les Anglais, renforcés, s'établirent sur une petite colline à 900 pieds du château, où ils construisirent une forteresse. À partir de là, ils purent envoyer 1600 à 1700 lanciers à Dundee, où ils entrèrent sans rencontrer d'opposition, les habitants n'ayant aucune défense. Les nouvelles de l'occupation arrivant à Édimbourg, trois compagnies de Français et d'Allemands furent envoyés au nord pour surprendre les Anglais, qui en réaction démolirent les fortifications qu'ils avaient commencé à ériger pendant les 8 jours de leur occupation de Dundee, pillèrent les maisons, brulèrent la ville, et se retirèrent vers leurs deux forts. Quand les alliés entrèrent dans la ville, ils n'y trouvèrent que quelques femmes et hommes, qui travaillaient dur à éteindre les flammes. En février 1550, De Thermes, le commandant Français, et le régent vinrent à la rencontre des Anglais avec une forte armée, et les Anglais finirent par se rendre. Dundee était alors dans un état déplorable et en 1582 ses habitants demandèrent au roi Jacques à être exemptés de la taxe. La majeure partie des archives de la ville furent perdues dans le feu.

### Commerces et industries

#### Corporations

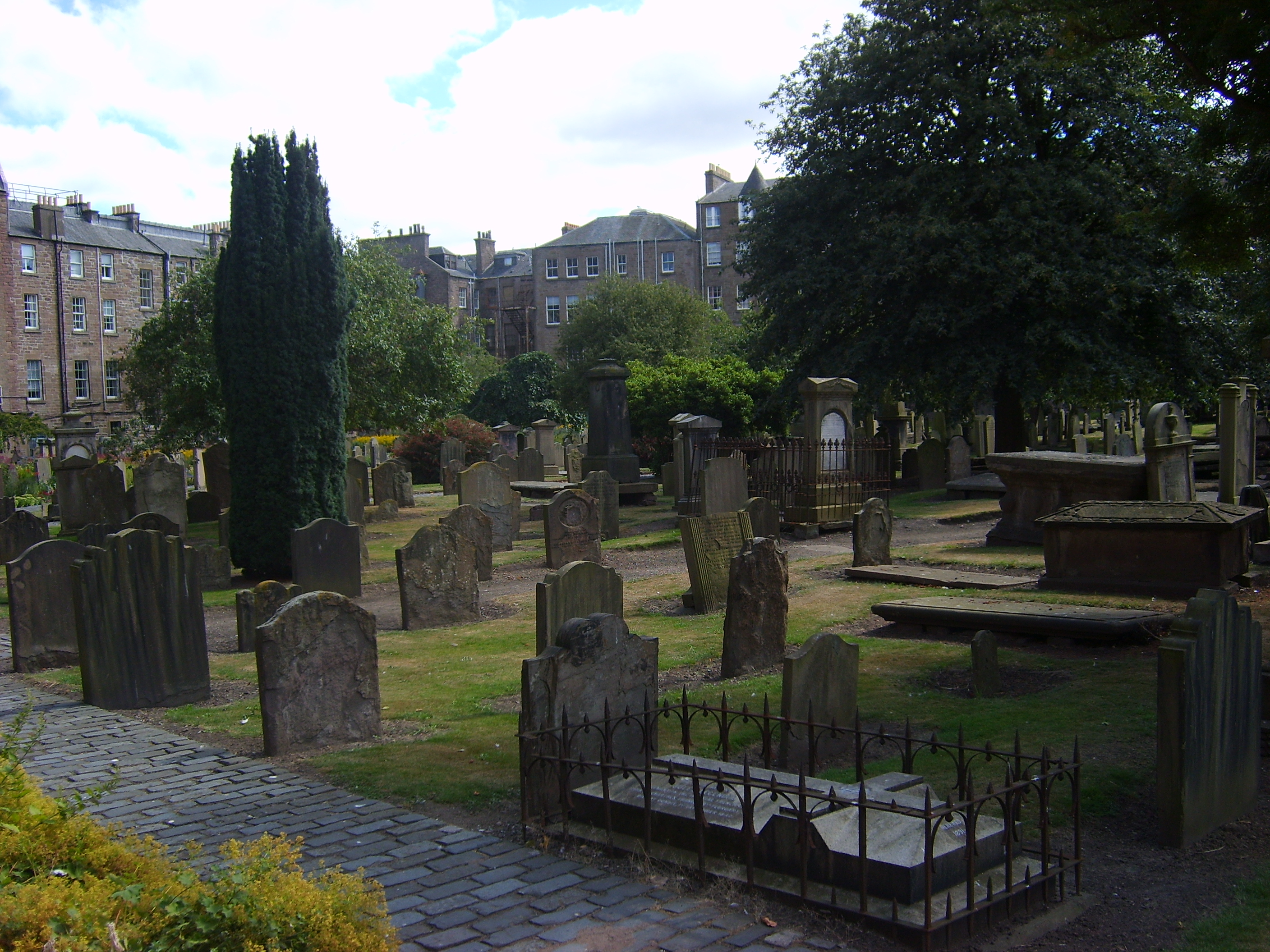
Le cimetière de Dundee, le Howff, où se réunissaient les corporations d'artisans.

En 1124, David Ier d’Écosse avait incité les bourgs royaux à établir des lois et les artisans se sont alors regroupés en corporations. Les corporations furent reconnues par les souverains successifs, de Robert Bruce (1274 – 1329) à Marie Ire d'Écosse (1542 - 1587) et une charte de la ville leur confère autorité pour formuler des lois. La charte des tisserands date de 1512, celle des gantiers de 1516, et celle des teinturiers de 1525. Chaque corporation conservait ses registres dans des livres équipés de fermoirs, dont un clerc avait la charge. Ces registres sont délicats à déchiffrer pour deux raisons. Tout d'abord, l'orthographe variait selon les jours, puisqu'un clerc écrivait les mots selon la façon dont il les entendait; ainsi, un même nom pouvait prendre une dizaine de formes différentes. Enfin, les clercs étaient payés à la ligne et employaient donc un langage particulièrement fleuri. Le 25 janvier 1581, les corporations décidèrent de se rassembler en un corps, nommé 'Les Neuf Commerces Associés de Dundee' (The Nine Incorporated Trades of Dundee), pourvu d'un président et d'un trésorier. Les corporations se rassemblaient dans un cimetière, nommé le Howff, et chacune tenait réunion autour de sa pierre tombale. Leur existence avait un impact fort sur la vie de la ville : non seulement une corporation garantissait les prix de ses produits, mais elle s'assurait que ses artisans aient du travail en tenant à l'écart ceux venant d'autres villes.

#### Uniformisation des mesures
En 1553, les poids et mesures utilisées n'étaient pas standardisés. Par exemple, la mesure utilisée pour les céréales à Dundee était de capacité inférieure à celles d'autres villes. Il était ainsi notoire que les habitants faisaient des gains considérables en achetant à partir de mesures utilisées par d'autres, par exemple sur les bateaux, et en revendant avec les leurs. Le parlement tenta de mettre fin à cette pratique en 1555, déclarant qu'il n'était pas autorisé d'utiliser une mesure pour l'achat et une autre pour la vente. De hauts fonctionnaires furent dépêchés de Linlithgow et Lanark pour amener des poids standards, tandis que les baillis et le doyen de la guilde devaient inspecter les poids et punir quiconque en utilisant un erroné de la perte de son statut adjointe à une amende et la destruction du poids. En dépit de ces actions, les plaintes quant à l'utilisation de mesures non standards à Dundee perdurèrent. En 1616, une remontrance fut ainsi adressée au conseil de la ville : « les victuailles et le grain délivrés dans la ville sont reçus avec une [mesure non standard], ce qui cause une grande nuisance et porte préjudice aux [sujets de sa Majesté] qui envoient leurs victuailles pour être vendues ici [...] et cela même s'il a été explicitement promulgué par diverses lois de la ville qu'aucune mesure ne peut être utilisée [autre que la standard] ». Un plan de rigueur fut entrepris : plusieurs habitants furent condamnés à des peines (tels Alexander Watson à 200 livres et Thomas Scot à 100 livres) et le marin James Auchenfleck fut choisi pour garder les mesures. Par ailleurs, il fut trouvé que les mesures en plomb étaient incorrectes : elles furent vendues, et l'argent ainsi gagné fut utilisé pour faire venir des mesures en fer depuis la Flandre. Cependant, cela ne mit pas réellement fin au problème : par exemple, une pierre était utilisée et les inspecteurs du parlement déclarèrent en 1617 qu'elle n'était pas conforme, ce qui n'empêcha pas son emploi pendant encore plusieurs années.

#### Tissus

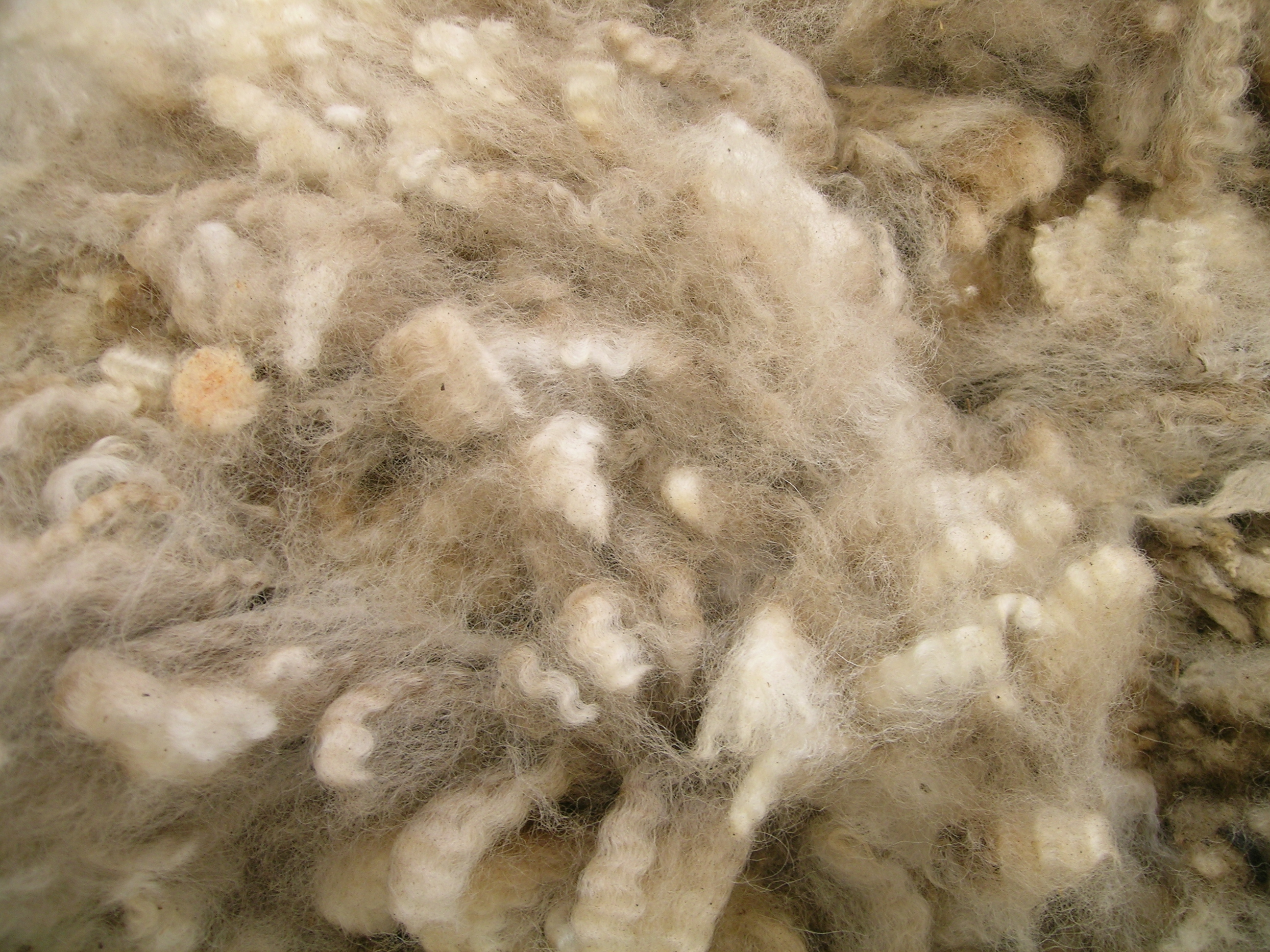
Laine.

L'industrie des tissus était d'une importance considérable, nombre de femmes étant employées pour le filage tandis que les tisserands constituaient l'un des principaux corps d'artisans. Le lin donna à la ville sa réputation pour les linges de qualité qu'elle produisait; en raison des faibles quantités de lin disponible, son achat était réglementé. La laine était employée pour les vêtements, et produite abondamment par les vallées avoisinantes. Cette industrie rencontrait principalement trois problèmes :
- Des marchés clandestins de laine, tenus dans des endroits sombres (greniers, maisons...) par des Écossais venant de l'intérieur des terres[note 2]. Il fut décidé que quiconque utilisait sa propriété à cet effet serait condamné à une amende de dix livres.
- Des tisserands produisaient non seulement des tissus de mauvaise qualité, mais volaient ce dont ils étaient faits. Ils furent démasqués peu après que le conseil ait désigné John Mand pour contrôler la qualité des tissus.
- Des tissus étaient étirés de façon à augmenter le prix de vente (déterminé à la mesure), ou se voyaient rajoutés de la terre ou de la graisse[note 3] afin de faire diminuer le coût de production.

#### Viandes
En 1560, on considéra opportun d'avoir un marché construit spécialement pour la viande ; le monastère des franciscains fut détruit afin d'en récupérer les pierres. Cet ordre était alors considéré comme inutile, sinon indésirable, à travers l'Écosse et, le 15 février 1561, la reine Marie ordonna que les villes où les bâtiments des franciscains n'étaient pas encore démolis devraient s'y employer et récupérer les pierres afin de bâtir des hôpitaux et écoles. L'ensemble construit à Dundee consistait en 12 boutiques, chacune étant louée à un boucher pour 3 livres à l'année (portée à 4 livres avec engagement sur 5 ans en 1591). La consommation de viande était interdite par l'Église pendant le Carême, qui est la période de quarante jours précédant Pâques, ainsi que d'autres jours, et confirmée en cela par une loi du parlement de 1555 qui ordonnait la confiscation des biens, allant même jusqu'à une peine de prison. Cependant, ces lois n'étaient pas suivies scrupuleusement à Dundee où la consommation de viande était élevée, surtout en comparaison du nombre d'habitants; on disait même que les moines de Melrose 'festoyaient' le vendredi. De nouvelles interdictions furent imposées par le parlement en 1567, n'autorisant plus que quatre jours par semaine, principalement en raison d'un manque; comme cela n'était pas le cas à Dundee, cette loi ne changea que peu la situation. Des voleurs de bétail sévissaient dans la zone séparant les Highlands des Lowlands, où se trouve Dundee, et écoulaient les carcasses dans les marchés; les peaux et les têtes n'étaient pas amenées afin d'éviter l'identification d'une bête par son propriétaire éventuel. Pour remédier à ce problème, le conseil ordonna que seuls les animaux entiers pouvaient être amenés, ce qui aurait causé une certaine confusion au début, avec des troupeaux circulant en ville, jusqu'à ce que chacun comprenne que les bêtes pouvaient être apportées mortes. Deux bouchers vérifiaient les viandes le samedi, s'assurant que l'on ne vendait pas de charognes ou d'animaux malades. Enfin, il était interdit d'acheter de la viande en gros pour la revendre au détail, sous peine de confiscation et d'amende de 5 merks.

#### Chauffage

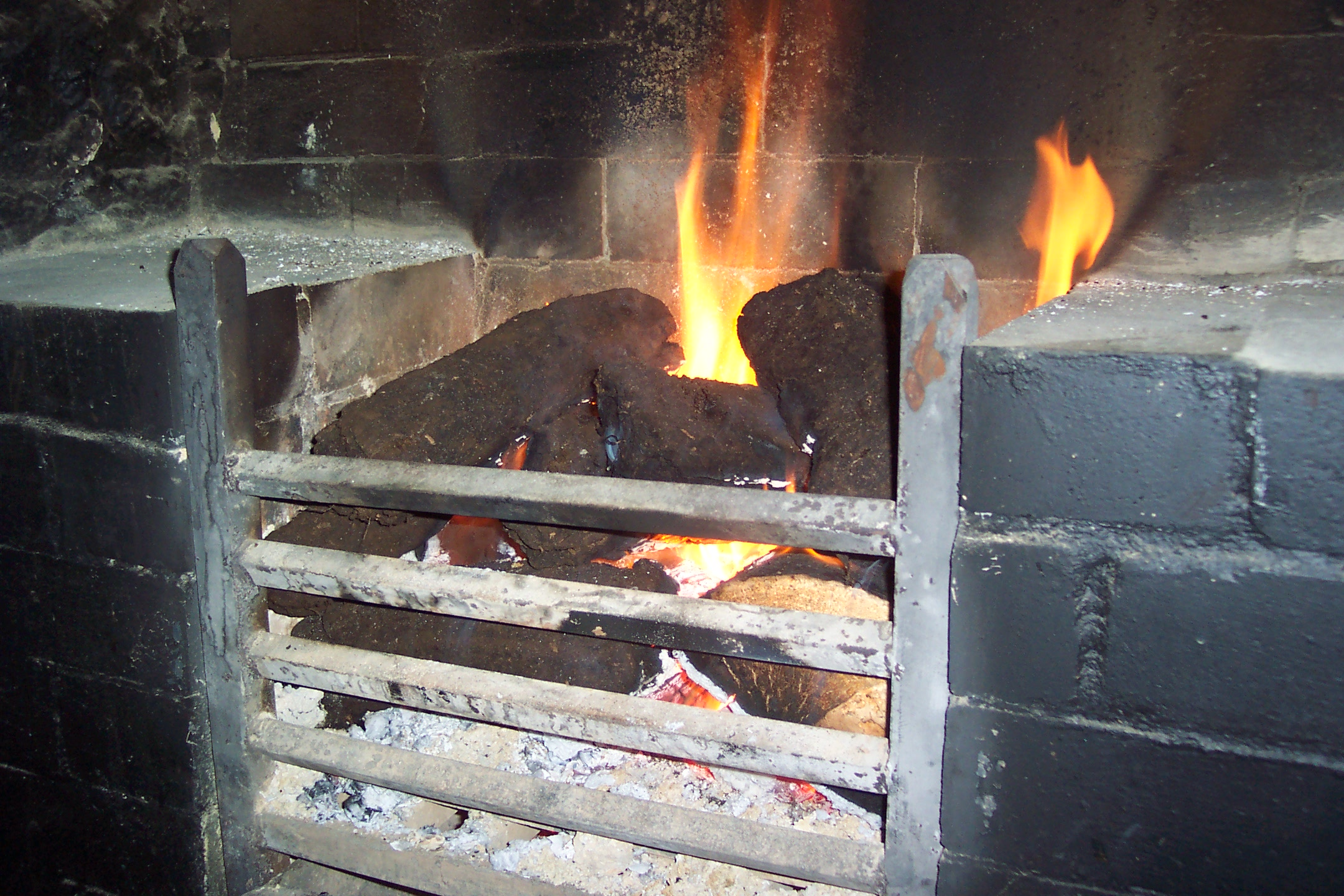
Feu de tourbe.

Au milieu du XVIe siècle, le charbon n'était pas encore un produit de « consommation courante » en Écosse mais son usage était très répandu à Dundee grâce à l'accès aux champs du Fife offert par le port. Pour s'assurer que les habitants disposent d'un accès équitable au charbon, le conseil promulgua qu'il était interdit de l'acheter en gros et de le revendre en faisant des profits. Pour s'assurer que les plus démunis bénéficient d'un accès au charbon, deux intendants furent nommés en 1582 et achetaient un chalder à 16 pennies pour les pauvres, les servant en premier. Afin d'assurer un service de qualité, en particulier pendant l'hiver, le conseil ordonna en 1605 que seul le doyen de la guilde fasse les mesures, et que le nombre de personnes chargées du transport soit porté à 24. Par ailleurs, les horaires des intendants furent rallongés : en été, de 5 à 9 heures le matin et de 2 à 7 heures l'après-midi; en hiver, de 8 à 11 heures le matin et de 1 à 4 heures l'après-midi. En 1554, les villageois étaient aussi approvisionnés en tourbe, gazon, bruyère et bois par des marchands ambulants qui étaient autorisés à aller et venir en ville pour ce commerce mais à qui il était interdit de s'attarder car ils étaient considérés comme indésirables.

### Gouvernance
Au niveau de la ville, le gouvernement ne résultait pas d'un processus d'élection, puisque les anciens choisissaient les nouveaux. Deux des membres étaient des artisans et dix des marchands. L'ancien conseil et le nouveau se rencontraient et, à partir de listes préparées par l'ancien conseil, "élisaient" le prévôt, les baillis, le doyen de la guilde, et les autres officiers. Il était interdit de refuser la charge (voir traduction ci-dessous des registres de la ville).

Pièces utilisées en Écosse au XVIe siècle
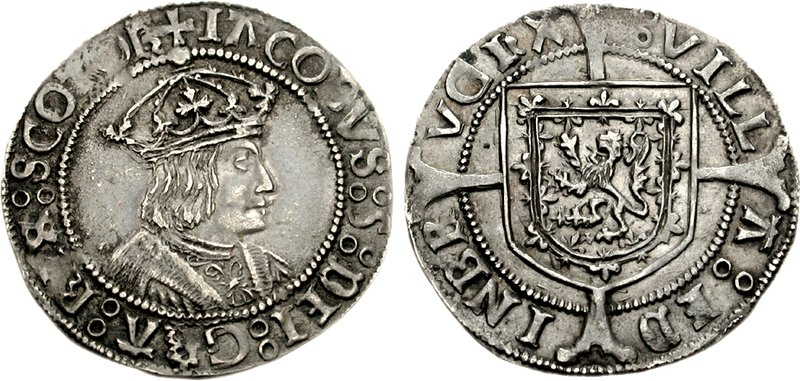
Pièce à l'effigie de Jacques V d'Écosse, roi d'Écosse de 1513 à 1542.
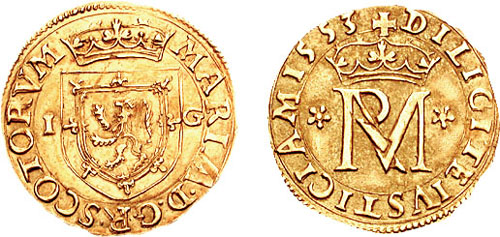
Shilling à l'effigie de Marie Ire d'Écosse, reine de 1542 à 1567.
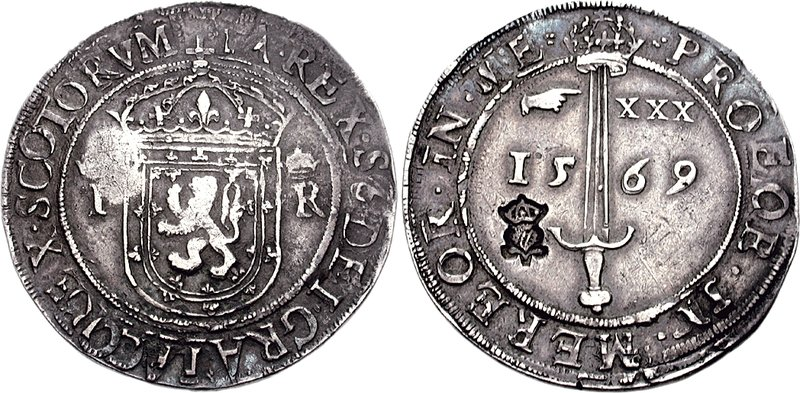
Pièce à l'effigie de Jacques VI d'Écosse, roi d'Écosse de 1567 à 1625.

Pour faire face à l'absentéisme de certains membres du conseil, bien qu'ils soient déjà assujettis à des amendes, une cloche fut utilisée: le conseil devait se réunir lorsque la cloche sonnait, et elle ne servait qu'à ce but. Si quelqu'un ne venait pas avant la fin de la sonnerie, il devait payer 2 shillings; s'il s'absentait pour l'ensemble du conseil, tout en étant dans la ville et apte à venir, l'amende était de 10 shillings. Ces amendes ne suffisant pas à résoudre le problème de l'absentéisme, elles furent augmentées : l'absence avant la fin de la sonnerie fut portée à 10 shillings tandis que la supérieure doubla à 20 shillings. Finalement, il fut considéré qu'il n'était pas possible d'être toujours présent, et les amendes furent réduites, pour parvenir à un système où chaque jour d'absence coûtait 40 pennies, sauf pour un bailli (6 shillings 8 pennies) et le prévôt (10 shillings).
Une boîte en cuivre fut conçue, probablement par David Gray, pour recevoir les amendes; elle nous est parvenue, et constitue un exemple intéressant d'artisanat. Cette boîte est sphérique, d'une quinzaine de centimètres de large, avec une fente sur le côté pour insérer les pièces et un trou verrouillé par une serrure pour accéder aux amendes. Sa surface est gravée : "Payment for not coming to the Counsell of Dundie", "Lord bless the Provest, Baillzies, and Counsell of Dundie", avec au centre "Sir James Schrimgeour, Provest, Anno 1602, 14 May"; la boîte porte les armes de la ville, avec la devise Dei Donum, ainsi que celles de l'Écosse, entourées de Feare God and obey the King. Les amendes connurent ensuite une période d'augmentation, en particulier avec la peste de 1607 où les habitants craignaient de se rencontrer.
Les habitants furent un temps encouragés à venir aux conseils consacrées aux affaires courantes et à s'y exprimer. Cependant, leur enthousiasme à participer finit par se montrer dérangeant pour la tenue des conseils, et il fut ordonné que nul ne s'exprime sans en avoir obtenu l'autorisation au préalable par le prévôt et les baillis.

### Justice

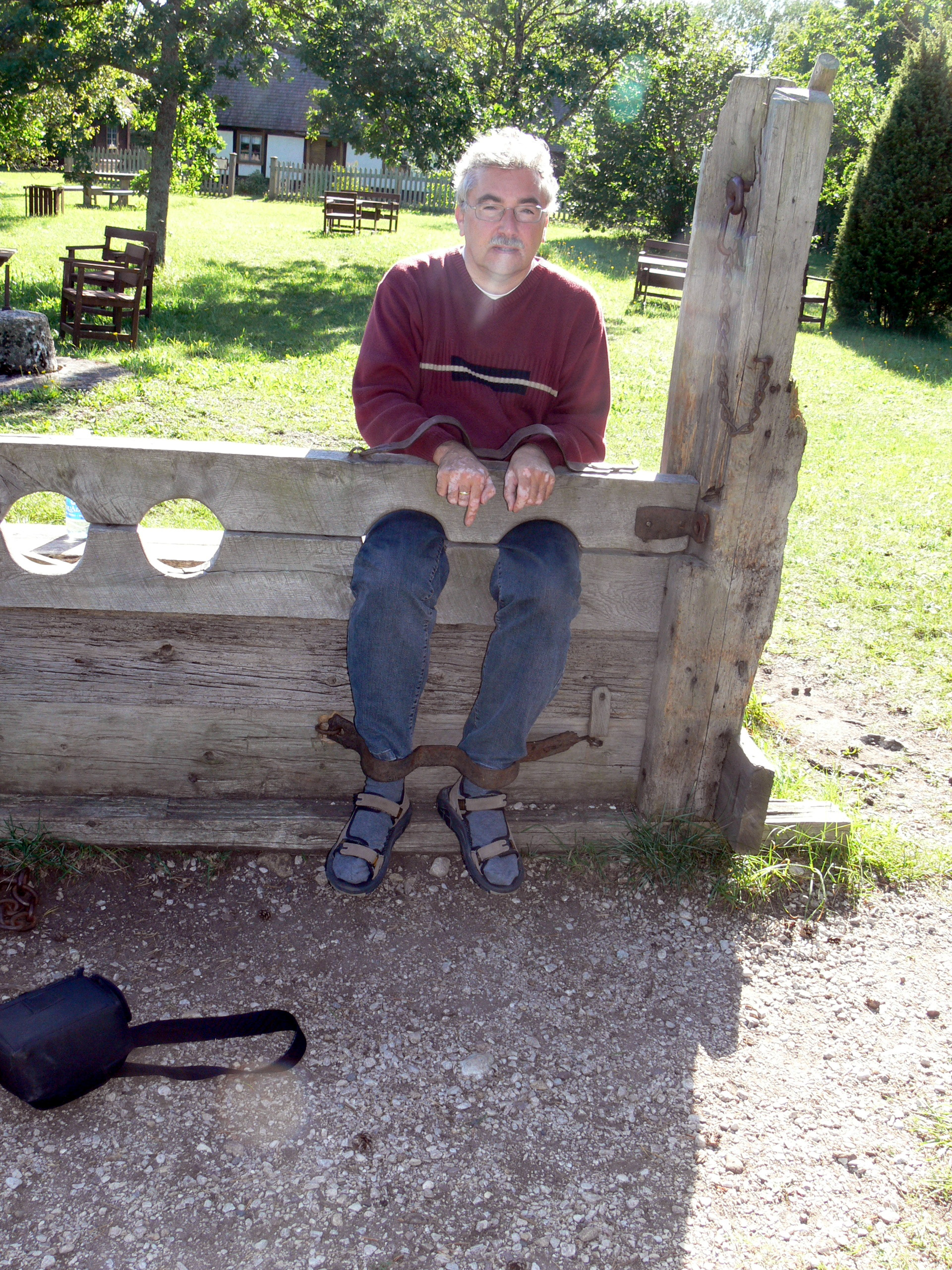
Les stocks sont similaires aux carcans mais les mains ainsi que les pieds pouvaient également être bloqués.

Tenir des propos 'outrageants' à un détenteur de l'autorité était passible d'une amende 40 shillings, tandis que la désobéissance donnait lieu à une amende de 5 livres. Dans un cas comme dans l'autre, il semble que refuser de payer soi-même entraîne simplement l'équivalent d'une retenue sur salaire, avec la particularité pour la désobéissance que le condamné devait se rendre au Mercat Croce (centre du marché du village indiqué par une structure nommée Mercat Cross) et demander pardon à genoux. Si l'amende ne pouvait être payée, alors un condamné devait rester 48 heures dans les stocks afin d'être humilié publiquement; les femmes avaient un traitement différent. En cas de désobéissance répétée, la sentence était le bannissement de la ville.
La cour responsable des affaires civiles était formée du prévôt et des baillis, et se rassemblait chaque semaine, ou plus
si nécessaire. Le plaignant et l'accusé se devaient d'être présents. Parler en dehors de son temps de parole était passible d'une amende de 8 shillings, pour s'assurer de la discipline lors des séances; il était également interdit de faire usage d'une plaidoirie malhonnête ou diffamatoire, et les paroles insultantes étaient passibles d'une amende de 20 shillings à 5 livres selon la situation.
Certains habitants avaient porté leurs affaires devant d'autres cours, en particulier celle supérieure du shérif du comté, ce qui était considéré comme une offense à l'honneur de la ville et faisait l'objet de multiples rappels à l'ordre. Cette pratique ne cessa véritablement qu'au XVIIe siècle, lorsque Charles Ier d'Angleterre donna le pouvoir de shérif au prévôt et aux baillis : les habitants ne pouvaient plus se tourner vers la cour immédiatement supérieure à celle de la ville, puisqu'elle était formée exactement des mêmes personnes. Il fut également interdit aux habitants de chercher justice avec tout autre juge du royaume d'Écosse : s'ils venaient à le faire malgré tout, ils feraient face à une amende de 10 merks la première fois et perdraient leur statut de bourgeois en cas de récidive.

### Statut social: les bourgeois et les autres
Les habitants étaient scindés en deux grandes classes sociales : les bourgeois, aussi dits hommes libres, et « les autres ». Les premiers jouissaient de davantage de privilèges, et étaient soumis à un régime de peines différent. Par exemple, refuser de porter assistance à un bailli fait perdre son statut à un bourgeois mais ferait bannir un homme de basse extraction. Avoir le statut de bourgeois était donc très respecté et désiré. En cela qu'il est un statut, la façon de l'obtenir correspond à la citoyenneté : les enfants des bourgeois l'obtiennent tandis que les autres peuvent le recevoir en cadeau de la ville, ou l'acheter après avoir servi pendant quatre ans comme apprenti d'un marchand ou artisan bénéficiant du statut; l'achat coûtait 20 livres à la fin du siècle et fut doublé à 40 livres en 1611. Le nom de tous les bourgeois est inscrit dans le registre de la ville, et l'inscription ne se faisait qu'en présence des autorités. Des abus de plusieurs sortes furent commis dans l'admission d'habitants au statut de bourgeois :
1. Le trésorier pouvait donner des certificats sans en demander la permission. Pour répondre à ce problème, il fut décidé que tout habitant devait venir en présence des baillis et doyen de la guilde, dans une 'cérémonie' où il jurait obéissance au roi, aux magistrats, au bien commun, ainsi que de respecter les lois et privilèges conformément à l'usage.
2. Plusieurs furent admis grâce à l'entregent de personnes influentes, et il fut décidé en 1608 que ces personnes ne bénéficieraient du statut que pour une période de trois ans.

Les conditions dans lesquelles les non-bourgeois pouvaient s'occuper de commerce étaient fortement dissuasives : ils ne pouvaient pas acheter et revendre en faisant des profits; de plus, des biens importés ne pouvaient pas être vendus au détail, et les seuls acheteurs autorisés étaient le conseil ou les bourgeois, qui devaient bénéficier de prix 'raisonnables'. Naturellement, des associations commerciales interdites virent le jour entre bourgeois et non-bourgeois, soit en partenariat soit comme prête-nom. Pour éviter ceci, le conseil renforça les contrôles sur les marchandises entrantes; en particulier, le conseil ordonna en 1562 que les navires ne déchargent leur cargaison qu'en présence d'un bailli ou du doyen de la guilde, ou s'acquittent d'une amende de cinq livres. En 1567, il fut décrété qu'un bourgeois transportant des biens d'un non-bourgeois comme s'il s'agissait des siens perdrait son statut.

### Vêtements

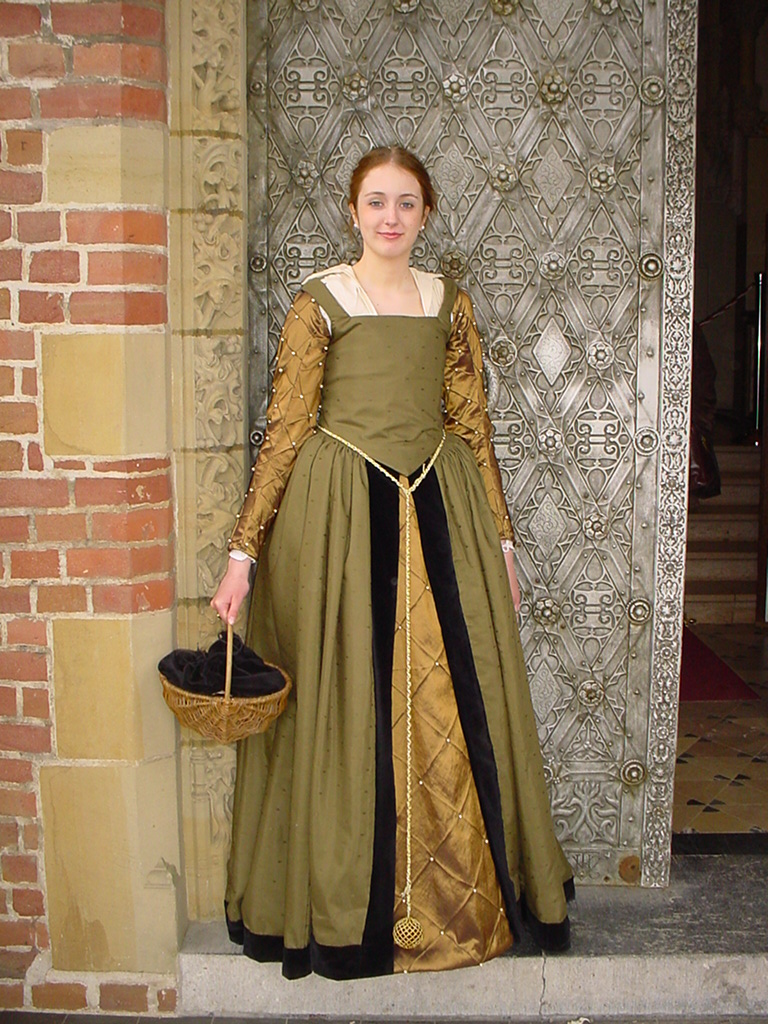
Reconstitution par Welmoed Tamminga d'une robe de l'Ère élisabéthaine (1558-1603), influençant le style écossais.

En semaine, les vêtements devaient être gris et blanc; les jours de fête, bleu pâle, vert ou rouge. La loi stipulait également que les vêtements devaient correspondre au rang social de celui qui les portait. Ainsi, seul un membre du conseil ou un bailli était autorisé à utiliser des fourrures, de la soie, ou des robes écarlates. Les femmes devaient porter un couvre-chef en tissu et de taille modeste, similaire à ce qui était en usage en Angleterre; la traîne des robes devait être de longueur raisonnable, et il était interdit de venir à l'église ou au marché avec un voile, vraisemblablement pour des soucis d'identification. La loi de 1621 précise que tout vêtement doit être fait en Écosse, et que les serviteurs ne pouvaient porter que de la toile ou les anciens vêtements de leurs maîtres. Seuls les prévôts, présent ou passés, avaient le droit d'utiliser du velours, du satin ou de la soie. La créativité était fortement découragée pour les tailleurs et modistes : "la mode des vêtements actuellement utilisés par les hommes et femmes ne doit pas être changée sous peine de confiscation des vêtements [qui y dérogent]".